# Bandera de Pontejos
La Bandera de Pontejos es el premio de una regata de traineras que se celebró durante la década de los 90 y comienzos del 2000 y que era organizada por el Club de Remo Pontejos.

## Historia
Además de otorgar al ganador de la regata la Bandera de Pontejos, a la mejor tripulación cántabra se la concede la Bandera Memorial José Luis Valdueza que fue otorgada por primera vez en 1997. En dicha edición ganó Pedreña el Memorial, en 1998 también fue Pedreña, en 1999 ganó Ciudad de Santander, en 2000 Astillero y en 2001 el ganador fue Pedreña. A partir de 2007, al no desaparecer esta regata del calendario, el Memorial se otorga al mejor bote cántabro de la Bandera Marina de Cudeyo.
Además en 1997, 1999 y 2001 la Bandera se disputó a la vez que la Bandera Marina de Cudeyo, siendo los ganadores de ambas banderas el mismo en dichos años.

## Historial
| Edición | Año  | Ganador    | Segundo             | Tercero              |
| ------- | ---- | ---------- | ------------------- | -------------------- |
| I       | 1996 | Santoña    | Ciudad de Santander | Camargo              |
| II      | 1997 | Pedreña    | Santurce            | C. Santander/Santoña |
| III     | 1998 | Pedreña    | Castro              | San Juan B           |
| IV      | 1999 | Urdaibai   | Kaiku               | Santurce             |
| V       | 2000 | Astillero  | Castro              | Ciudad de Santander  |
| VI      | 2001 | Ur-Kirolak | Pedreña             | Ur-Joko              |
| VII     | 2002 | Ur-Kirolak | Ciérvana            | Luchana              |
| VIII    | 2003 | Ciérvana   | Camargo             | Laredo               |
| IX      | 2004 | Pontejos   | Santurce            | Kaiku                |
| X       | 2005 | Pontejos   | Zumaya              | Hondarribia B        |
| XI      | 2006 | San Pedro  | Trintxerpe          | Pontejos             |

Resaltados los ganadores del Memorial José Luis Valdueza. En el año 1999, el ganador del Memorial fue Ciudad de Santander y en 2002 fue para Santoña.

## Palmarés
| Victorias | Club       | Años       |
| --------- | ---------- | ---------- |
| 2         | Pedreña    | 1997, 1998 |
| 2         | Ur-Kirolak | 2001, 2002 |
| 2         | Pontejos   | 2004, 2005 |
| 1         | Santoña    | 1996       |
| 1         | Urdaibai   | 1999       |
| 1         | Astillero  | 2000       |
| 1         | Ciérvana   | 2003       |
| 1         | San Pedro  | 2006       |